# 도부 노다선
도부 철도 노다 선(일본어: 東武野田線)은 일본의 철도 노선 하나이다. 도부 철도가 운영한다. 일본 사이타마현 사이타마시 오미야구에 있는 오미야역과 지바현 후나바시시에 있는 후나바시역을 잇는다.

## 노선 정보
- 노선 거리: 62.7 km
- 궤간: 1067mm (협궤)
- 역수: 35
- 복선 구간:
  - 오미야 ~ 가스카베
  - 운가 ~ 후나바시
- 전철화 구간: 전 구간 직류 1,500 볼트
- 보안 장치:

## 운행 방식
가시와역에 스위치백 구조가 있기 때문에 대부분 오미야역과 가시와 역 구간을 운행하는 열차와 가시와 역과 후나바시역 구간을 운행하는 열차와 각각 분류된다.

## 차량
- 8000계
- 10000계(2013년 4월 20일부터 운행 개시)
- 60000계(2013년 6월부터 운행 개시)

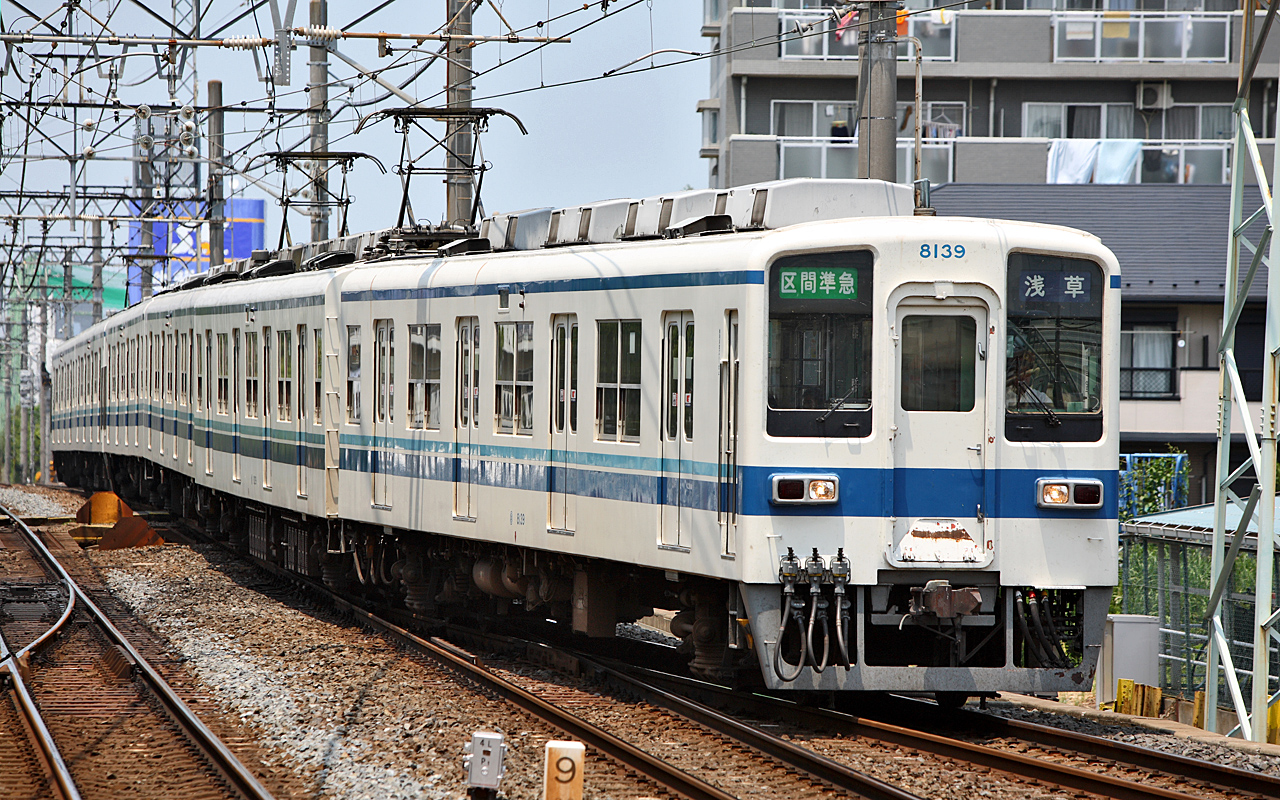
8000계

## 역 목록
| 역 이름                | 일본어 이름      | 영업 거리 (km) | 접속 노선 | 소재지                                              | 소재지       | 소재지                                   |
| ---------------------- | ---------------- | -------------- | --- | --------------------------------------------------- | ------------ | ---------------------------------------- |
| 오미야                 | 大宮             | 0.0            | 도호쿠 신칸센, 조에쓰 신칸센 도호쿠 본선(우쓰노미야 선, 게이힌 도호쿠 선, 사이쿄 선) 다카사키 선, 사이타마 신도시 교통 이나 선 | 사이타마현                                          | 사이타마시   | 오미야구                                 |
| 기타오미야             | 北大宮           | 1.2            | | 사이타마현                                          | 사이타마시   | 오미야구                                 |
| 오미야코엔             | 大宮公園         | 2.2            | | 사이타마현                                          | 사이타마시   | 오미야구                                 |
| 오와다                 | 大和田           | 4.0            | 미누마구 | 사이타마현                                          | 사이타마시   |                                          |
| 나나사토               | 七里             | 5.6            | 미누마구 | 사이타마현                                          | 사이타마시   |                                          |
| 이와쓰키               | 岩槻             | 8.5            | 이와쓰키구 | 사이타마현                                          | 사이타마시   |                                          |
| 히가시이와쓰키         | 東岩槻           | 10.9           | 이와쓰키구 | 사이타마현                                          | 사이타마시   |                                          |
| 도요하루               | 豊春             | 12.2           | 가스카베시 | 가스카베시                                          |              |                                          |
| 야기사키               | 八木崎           | 14.1           | 가스카베시 | 가스카베시                                          |              |                                          |
| 가스카베               | 春日部           | 15.2           | 가스카베시 | 가스카베시                                          | 이세사키 선  |                                          |
| 후지노우시지마         | 藤の牛島         | 17.8           | 가스카베시 | 가스카베시                                          |              |                                          |
| 미나미사쿠라이         | 南桜井           | 20.6           | 가스카베시 | 가스카베시                                          |              |                                          |
| 가와마                 | 川間             | 22.9           | 지바현 | 노다시                                              | 노다시       |                                          |
| 나나코다이             | 七光台           | 25.1           | 지바현 | 노다시                                              | 노다시       |                                          |
| 시미즈코엔             | 清水公園         | 26.6           | 지바현 | 노다시                                              | 노다시       |                                          |
| 아타고                 | 愛宕             | 27.7           | 지바현 | 노다시                                              | 노다시       |                                          |
| 노다시                 | 野田市           | 28.6           | 지바현 | 노다시                                              | 노다시       |                                          |
| 우메사토               | 梅郷             | 30.9           | 지바현 | 노다시                                              | 노다시       |                                          |
| 운가                   | 運河             | 33.2           | 지바현 | 나가레야마시                                        | 나가레야마시 |                                          |
| 에도가와다이           | 江戸川台         | 35.1           | 지바현 | 나가레야마시                                        | 나가레야마시 |                                          |
| 하쓰이시               | 初石             | 36.8           | 지바현 | 나가레야마시                                        | 나가레야마시 |                                          |
| 나가레야마오타카노모리 | 流山おおたかの森 | 38.4           | 지바현 | 나가레야마시                                        | 나가레야마시 | 수도권 신도시 철도 쓰쿠바 익스프레스 선  |
| 도요시키               | 豊四季           | 39.7           | 지바현 |                                                     | 가시와시     | 가시와시                                 |
| 가시와                 | 柏               | 42.9           | 지바현 | 조반선(조반 쾌속선, 조반 완행선)                    | 가시와시     | 가시와시                                 |
| 신카시와               | 新柏             | 45.8           | 지바현 |                                                     | 가시와시     | 가시와시                                 |
| 마스오                 | 増尾             | 47.1           | 지바현 |                                                     | 가시와시     | 가시와시                                 |
| 사카사이               | 逆井             | 48.0           | 지바현 |                                                     | 가시와시     | 가시와시                                 |
| 다카야나기             | 高柳             | 50.2           | 지바현 |                                                     | 가시와시     | 가시와시                                 |
| 무쓰미                 | 六実             | 51.9           | 지바현 | 마쓰도시                                            | 마쓰도시     |                                          |
| 신카마가야             | 新鎌ヶ谷         | 53.3           | 지바현 | 호쿠소 철도 호쿠소 선 신케이세이 전철 신케이세이 선 | 가마가야시   | 가마가야시                               |
| 가마가야               | 鎌ヶ谷           | 55.2           | 지바현 |                                                     | 가마가야시   | 가마가야시                               |
| 마고메자와             | 馬込沢           | 57.7           | 지바현 | 후나바시시                                          | 후나바시시   |                                          |
| 쓰카다                 | 塚田             | 60.1           | 지바현 | 후나바시시                                          | 후나바시시   |                                          |
| 신후나바시             | 新船橋           | 61.3           | 지바현 | 후나바시시                                          | 후나바시시   |                                          |
| 후나바시               | 船橋             | 62.7           | 지바현 | 후나바시시                                          | 후나바시시   | 소부 본선(소부 쾌속선, 주오·소부 완행선) |